# Hydra (software)
Hydra este un cracker de conectare paralelizat care acceptă numeroase protocoale de atac. Este foarte rapid și flexibil, iar modulele noi sunt ușor de adăugat. Acest instrument face posibil ca cercetătorii și consultanții în securitate să arate cât de ușor ar fi să obțineți acces neautorizat la un sistem de la distanță.
Suportă: Cisco AAA, Cisco auth, Cisco enable, CVS, FTP, HTTP (S) -FORM-GET, HTTP (S) -FORM-POST, HTTP (S) -GET, HTTP (S) -HEAD, HTTP- Proxy, ICQ, IMAP, IRC, LDAP, MS-SQL, MySQL, NNTP, Oracle Listener, Oracle SID, PC-Anywhere, PC-NFS, POP3, PostgreSQL, RDP, Rexec, Rlogin, Rsh, SIP, SMB (NT) , SMTP, SMTP Enum, SNMP v1 + v2 + v3, SOCKS5, SSH (v1 și v2), SSHKEY, Subversion, Teamspeak (TS2), Telnet, VMware-Auth, VNC și XMPP.